# Colony in Space
A Colony in Space a Doctor Who sorozat ötvennyolcadik része, amit 1971. április 10.-e és május 15.-e között vetítettek hat epizódban.

## Történet
A Gallifrey-n az Idő Lordok felfedezik, hogy a Mester csellel letöltötte az Ítéletnap Fegyver fájljait, s ezzel megtudta, hogy hová rejtették a végzetes fegyvert. A Doktor száműzetését felfüggesztik és 500 évvel előre időben, az Uxarieus bolygóra küldik, hogy megoldja a dolgot. A bolygón azonban földi telepesek élnek, akiket egy bányásztársaság nem egészen törvényes eszközökkel éppen el akarna űzni egy ritka ásvány miatt. A fegyver titkát pedig bujkáló őslakók őrzik. Három egymással szembenálló társaság, plusz a Doktor és a Mester, a helyzet komplikált.

## Epizódok listája
| Epizód sorszáma | Bemutató napja    | Hossza | Nézők száma (millió) | Formátum           |
| --------------- | ----------------- | ------ | -------------------- | ------------------ |
| 1               | 1971. április 10. | 24:19  | 7,6                  | színkonverziós Pal |
| 2               | 1971. április 17. | 22:43  | 8,5                  | színkonverziós Pal |
| 3               | 1971. április 24. | 23:47  | 9,5                  | színkonverziós Pal |
| 4               | 1971. május 1.    | 24:20  | 8,1                  | színkonverziós Pal |
| 5               | 1971. május 8.    | 25:22  | 8,8                  | színkonverziós Pal |
| 6               | 1971. május 15.   | 25:22  | 8,7                  | színkonverziós Pal |

## Könyvkiadás
A könyvváltozatát 1974 áprilisában adták ki.

## Otthoni kiadás
- VHS-n 2001 novemberében adták ki.
- DVD-n 2011. október 3.-n adták ki.

### Fordítás
- Ez a szócikk részben vagy egészben  a   Colony in Space című angol Wikipédia-szócikk fordításán alapul.  Az eredeti cikk szerkesztőit annak laptörténete sorolja fel. Ez a jelzés csupán a megfogalmazás eredetét és a szerzői jogokat jelzi, nem szolgál a cikkben szereplő információk forrásmegjelöléseként.